# 国際連合安全保障理事会決議805
国際連合安全保障理事会決議805（こくさいれんごうあんぜんほしょうりじかいけつぎ805 英: United Nations Security Council Resolution 805）は、1993年2月4日に国際連合安全保障理事会で採択された決議。国際司法裁判所（英: International Court of Justice）の判事であるマンフレッド・ラクスが1993年1月14日に死去したことに伴い、3月10日に国際司法裁判所の判事を補充するための選挙を国際連合安全保障理事会と国際連合総会（第47会期）において実施することを決定するためである。
マンフレッド・ラクスは1967年に国際司法裁判所の判事の任に就き、1973年から1976年まで長官を務めた。判事としての任期は1994年2月までであった。